# Franciszek Sunyer
Franciszek Sunyer (Francisco Sunierus) SJ (ur. ok. 1532, zm. 24 października 1580 w Braniewie) – hiszpański jezuita, współzałożyciel wielu kolegiów jezuickich, pierwszy prowincjał jezuitów w Polsce.

## Życiorys
Franciszek Sunyer był Katalończykiem, do Towarzystwa Jezusowego wstąpił w roku 1557 w Peruggi, gdzie przez 6 lat studiował na uniwersytecie m.in. prawo cywilne i kanoniczne. Z Perugii udał się do Rzymu na studia filozoficzne. Po czteroletnim kursie, zdobyciu stopnia naukowego magistra artium i po otrzymaniu święceń kapłańskich (1560) został wysłany do Wiednia, by wykładać filozofię i pełnić obowiązki prefekta konwiktu szlacheckiego. W Wiedniu jego wychowankami byli młodzi Polacy. Gdy biskupowi warmińskiemu Stanisławowi Hozjuszowi udało się sprowadzić jezuitów do Braniewa (8 stycznia 1565), a biskupowi płockiemu Andrzejowi Noskowskiemu do Pułtuska (1565), Sunyer został w tym samym roku posłany w charakterze wizytatora świeżo założonego kolegium w Braniewie (dotarł tam w styczniu 1566), gdzie niespodziewanie powstały trudności spowodowane antagonizmami polsko-niemieckimi wskutek destrukcyjnej działalności prefekta Szymona Hagenaua i brakiem odpowiedniej kadry nauczycielskiej. Przełożeni wybrali właśnie jego z powodu bliskich kontaktów z Polakami. Po wypełnieniu misji wizytatora w Braniewie Sunyer pozostał w Polsce, gdzie aż do śmierci w 1580 z uporem i wytrwałością budował polską prowincję zakonu – od roku 1567 jako jej wiceprowincjał. Natomiast gdy w kwietniu 1574 roku generał zakonu Everard Mercurian oddzielił domy polskie od Austrii i utworzył niezależną prowincję polską, obejmującą obszar Korony i Litwy, mianował jej przełożonym dotychczasowego wiceprowincjała Sunyera. Współpracował również z królem Stefanem Batorym.
Jego największą troską było zorganizowanie nowej prowincji w taki sposób, aby pod względem naukowym oraz poziomem szkolnictwa nie ustępowała starszym prowincjom zachodnim. Prosząc Rzym o profesorów, domagał się wybitnych uczonych: Do Braniewa sprowadził m.in. Filipa Widmanstadta ze Szwabii, Adama Brocka z Anglii oraz Jana Vigera ze wschodniej Holandii. Prosił też o stopnie naukowe dla Piotra Skargi i Jakuba Wujka. Rzym nie mógł uwzględnić wszystkich próśb, ale znając wymagania Sunyera, posyłał do Polski ludzi dobrze przygotowanych. Do obowiązków Sunyera należała również coroczna wizytacja kolegiów w Braniewie, Pułtusku, Wilno, Poznaniu i Jarosławiu.
Zmarł 24 października 1580 roku w Braniewie i tam został pochowany.